# Amauris camerunica
Amauris camerunica är en fjärilsart som beskrevs av James John Joicey och Talbot 1925. Amauris camerunica ingår i släktet Amauris och familjen praktfjärilar. Inga underarter finns listade i Catalogue of Life.